# Centre interarmées d’essais d’engins spéciaux

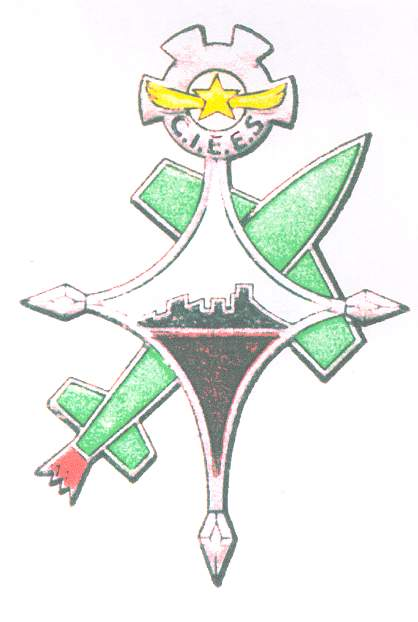
Abzeichen des CIEES

Das Centre interarmées d’essais d’engins spéciaux (CIEES) war die Bezeichnung für drei französische Startplätze für suborbitale und orbitale Raketen in Algerien. Sie befanden sich in der Nähe von Colomb-Béchar, in Hammaguir und in der Nähe von Reggane.

## Geschichte
Am 12. Juni 1945, kurz nach Ende des Zweiten Weltkriegs, übernahm das französische Kriegsministerium die Verantwortung für die Entwicklung von selbstangetriebenen Geschossen. Die Rüstungsbehörde Direction des Études et Fabrications d’armement (DEFA) schlug am 13. August 1945 vor, eine Versuchseinrichtung zu errichten, um Nachbauten der deutschen V2 und eigene Raketenentwicklungen zu erproben. Die Wahl fiel auf Colomb-Béchar im damals französischen Algerien. Die Verkehrsanbindung mit einem Flugplatz und einer Eisenbahnverbindung zur Küste (die Mittelmeer-Niger-Bahn) waren günstig, außerdem ermöglichte die klare Luft eine optimale optische Verfolgung der Flugkörper.
So wurde am 24. April 1947 bei 31,6928° N, 2,2546° W das Centre d’essais d’engins spéciaux (CEES) für das französische Heer gegründet. Als sich ab Frühling 1948 die Luftwaffe beteiligte, wurde der Name in Centre interarmées d’essais d’engins spéciaux geändert. Auch die Bezeichnung Georges Léger wurde verwendet, nach einem Ingenieur, der auf dem Gelände ums Leben gekommen war.
Es wurden zwei Starteinrichtungen erstellt: der erste Block B0 für Lenkflugkörper, der zweite Block B1 ab Dezember 1949 für größere Raketen. Von dort startete am 20. Mai 1952 die Veronique, die erste Flüssigkeitsrakete Frankreichs.
Diese zwei Starteinrichtungen waren für größere Raketen aufgrund des Geländes und aufgrund der Nähe der Stadt Colomb-Béchar und der marokkanischen Grenze jedoch nicht ausreichend. Im Jahr 1952 wurde entschieden, eine Einrichtung B2 etwa 120 km südwestlich der bisherigen Startplätze bei 30,871° N, 3,008° W zu errichten, der man den Namen Hammaguir gab, eine Verkürzung des eigentlichen Namens Hammada du Guir.
Ab 1952 wurden hier vier Starteinrichtungen gebaut: Bacchus für Feststoffraketen, Blandine für Flüssigkeitstreibstoffraketen, Béatrice für die Flugabwehrrakete Hawk und die Cora-Tests für die geplante Europa-Rakete sowie Brigitte für Teststarts von Raketen der Edelsteinserie. Von Brigitte aus wurde der erste französische Satellit Astérix gestartet. Während Satellitenstarts arbeiteten in Hammaguir 800 Wissenschaftler und Techniker sowie 3000 weitere Personen.
Zwischen 1961 und 1965 wurden einige Raketenstarts auch vom Plateau Reggane bei 26,7189° N, 0,2769° O durchgeführt, das sich 550 km weiter im Osten befand.
Gemäß den Verträgen von Évian, die im März 1962 zwischen Frankreich und Algerien geschlossen wurden, konnte Frankreich die Einrichtungen im unabhängigen Algerien noch fünf weitere Jahre verwenden. Nachdem am 4. April 1967 der letzte Start erfolgt war, räumte Frankreich die Startplätze und Testeinrichtungen zum 1. Juli 1967. Militärische Tests wurden nach Biscarrosse verlegt, zivile Raketenstarts an das Centre Spatial Guyanais in Französisch-Guayana.

## Übersicht über die Startplätze
| Name          | Bereich | Raketentypen                                                  | Erster Start  | Letzter Start | Anzahl | Maximalhöhe (km) |
| ------------- | ------- | ------------------------------------------------------------- | ------------- | ------------- | ------ | ---------------- |
| Colomb Bechar | B0      | Veronique N/NA, Centaure, Dragon 1                            | 20. Mai 1952  | 20. Nov. 1965 | 18     | 404              |
| Colomb Bechar | B1      | Monica                                                        | 25. Feb. 1955 | 17. Jan. 1956 | 5      | 40               |
| Blandine      | B2      | Veronique, Vesta                                              | 7. März 1959  | 4. Apr. 1967  | 61     | 366              |
| Bacchus       | B2      | Aigle, Belier I, Centaure, Agate, Dragon 1, Topaze, Rubis     | 17. Dez. 1960 | 28. März 1967 | 108    | 2035             |
| Brigitte      | B2      | Aigle, Agate, Emeraude, Saphir, SSBS S1, Diamant A, MSBS M112 | 5. März 1963  | 15. Feb. 1967 | 32     | Orbit            |
| Beatrice      | B2      | Cora                                                          | 27. Nov. 1966 | 18. Dez. 1966 | 2      | 55               |
| Reggane       | -       | Centaure, Veronique AGI                                       | 6. Dez. 1961  | 24. Juni 1965 | 12     | 150              |

## Einrichtungen zur Bahnverfolgung
Zur optischen und elektromagnetischen Bahnverfolgung standen verschiedene Instrumente zur Verfügung:
- Hochgeschwindigkeitskameras mit Brennweiten von bis zu 2 m
- Optische Teleskope vom Typ Igor mit einer Brennweite von 12,5 m
- Zwei Antennenfelder AME (Angle Measuring Equipment, englisch für Winkelmess-Einrichtung) mit je zwei 150 m langen Antennenreihen, um die Richtung zum Flugkörper zu bestimmen. Die Reichweite betrug bis zu 2000 km.
- Das Radargerät Aquitaine befand sich zuerst in B2, später auf einem Hügel hinter B1 und wurde auch zur Bahnverfolgung von Starts von B2 eingesetzt. Es hatte eine Reichweite von 3000 km und dabei eine Auflösung von 10 m in der Entfernung und 0,1 mrad im Winkel.
- Die Telemetriestation in Hammaguir benutzte eine Parabolantenne namens Cyclope von 27 m Höhe und 35 t Masse.